# 水头镇 (南安市)
水头镇是中国福建省泉州市南安市下辖的一个镇。

## 行政区划
水头镇共辖1个社区和28个行政村，分别是：

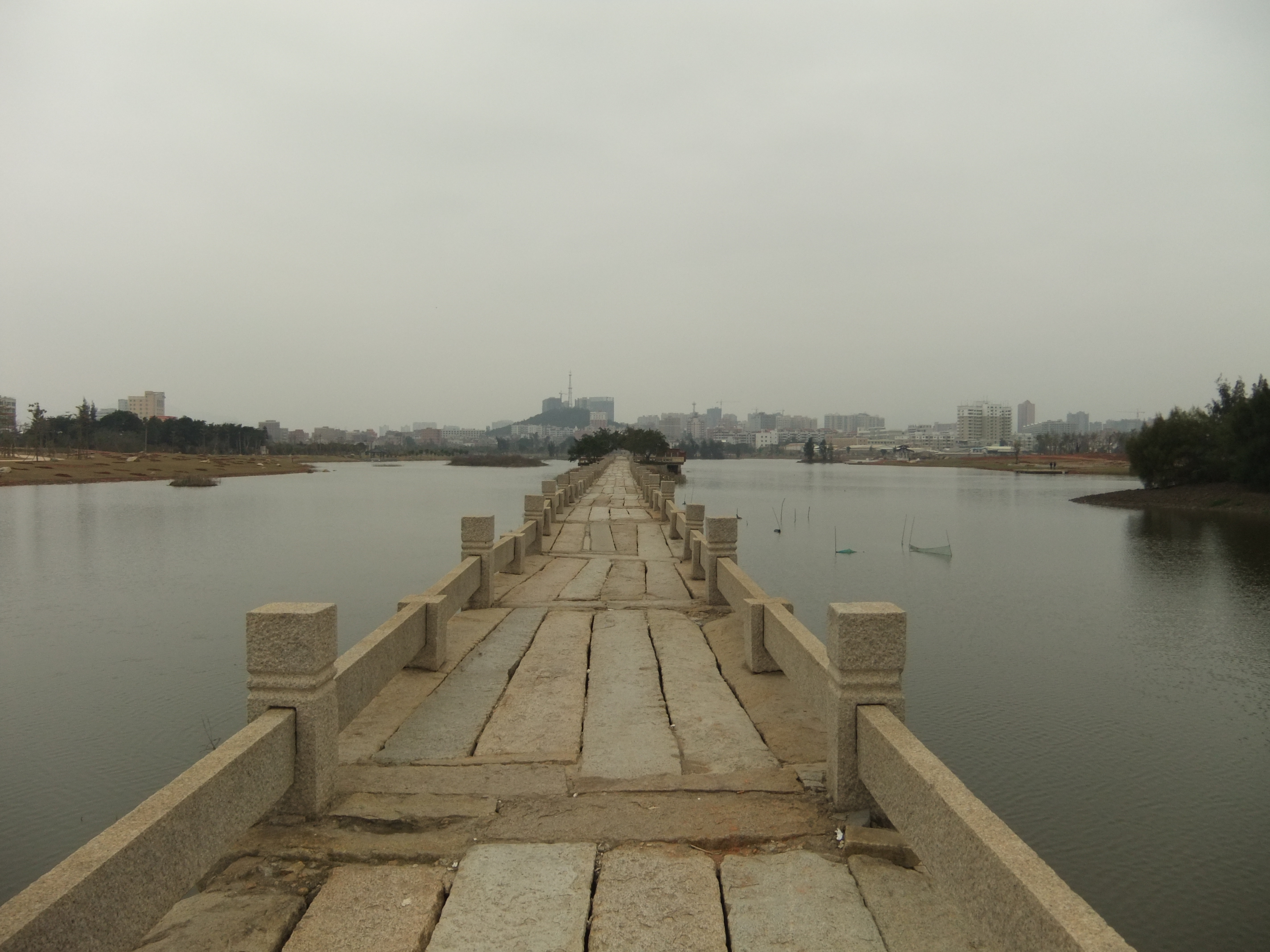
安平桥与水头镇

水头社区、水头村、后房村、江崎村、山前村、巷内村、朴一村、朴二村、朴三村、西锦村、埕边村、南侨村、新营村、后坑村、大盈村、上林村、邦吟村、文斗村、呈美村、星辉村、曾岭村、龙风村、下店村、仁福村、劳光村、朴山村、肖厝村、康店村、曾庄村。